# Venelin Berov
Venelin Berov (* 1. November 1988) ist ein deutsch-bulgarischer Basketballtrainer.

## Werdegang
Berov, der in Bulgarien zur Welt kam und dort Schüler an einem Sportgymnasium war, spielte für Spartak Plewen. Er musste seine Spielerlaufbahn mit 16 Jahren wegen Herzbeschwerden aufgeben.
Er war zunächst beim TV Rottenburg als Trainer beschäftigt. 2012 wechselte er in den Nachwuchsbereich der Tigers Tübingen, war Assistenztrainer der U16-Mannschaft in der Jugend-Basketball-Bundesliga. Anschließend war Berov Assistenztrainer der Tübinger Bundesligamannschaft sowie hernach der U19 in der Nachwuchs-Basketball-Bundesliga. 2014 war Berov zusätzlich kurzzeitig Mitglied des Stabes der bulgarischen Nationalmannschaft und für die Beobachtung gegnerischer Mannschaft verantwortlich.
Auch bei den Gießen 46ers arbeitete er im Jugendbereich, betreute die Leistungsmannschaften der Mittelhessen in der Jugend-Basketball-Bundesliga sowie in der Nachwuchs-Basketball-Bundesliga.
Von 2019 bis 2024 war Berov Trainer der männlichen U19 der BG Göttingen in der Nachwuchs-Basketball-Bundesliga. Die U19 der Göttinger führte er 2024 zum Aufstieg in die höchste Spielklasse der Nachwuchs-Basketball-Bundesliga.
In der Sommerpause 2024 trat Berov beim Zweitligisten EPG Guardians Koblenz das Amt des Assistenztrainers an. Als Koblenz’ Cheftrainer Marco van den Berg Anfang März 2025 entlassen wurde, übergab der Vorstand das Amt an Berov. Er führte die Mannschaft knapp zum Klassenerhalt, der am letzten Hauptrundenspieltag Ende April 2025 feststand. Damit ging seine Amtszeit in Koblenz zu Ende.